# Mistrovství světa ve florbale do 19 let

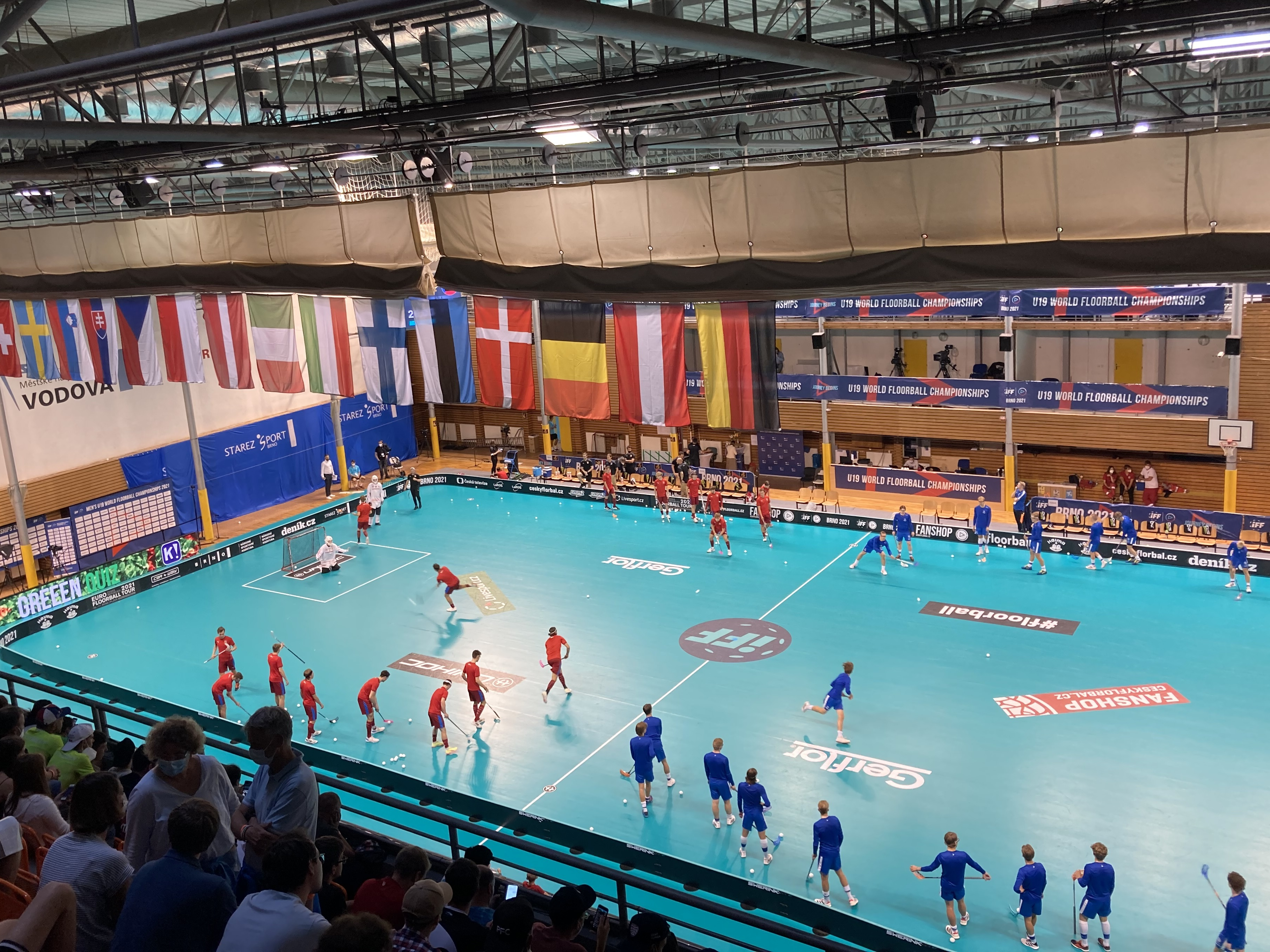
Rozcvička před finále Finsko–Česko na Mistrovství světa 2021

Mistrovství světa ve florbale do 19 let je turnaj reprezentačních mužstev juniorů členských zemí Mezinárodní florbalová federace. Koná se vždy pravidelně po dvou letech, mužské od roku 2001 a ženské od roku 2004. V liché roky hrají muži, v sudé ženy. Turnaj se koná koncem dubna nebo začátkem května.
Nejvíce vítězství má na kontě Švédsko se šesti tituly mezi muži a osmi mezi ženami. Česko je dvojnásobný mistr v mužské kategorii z let 2019 a 2021. Ženy mají stříbro z mistrovství v roce 2022 a čtyři bronzy.

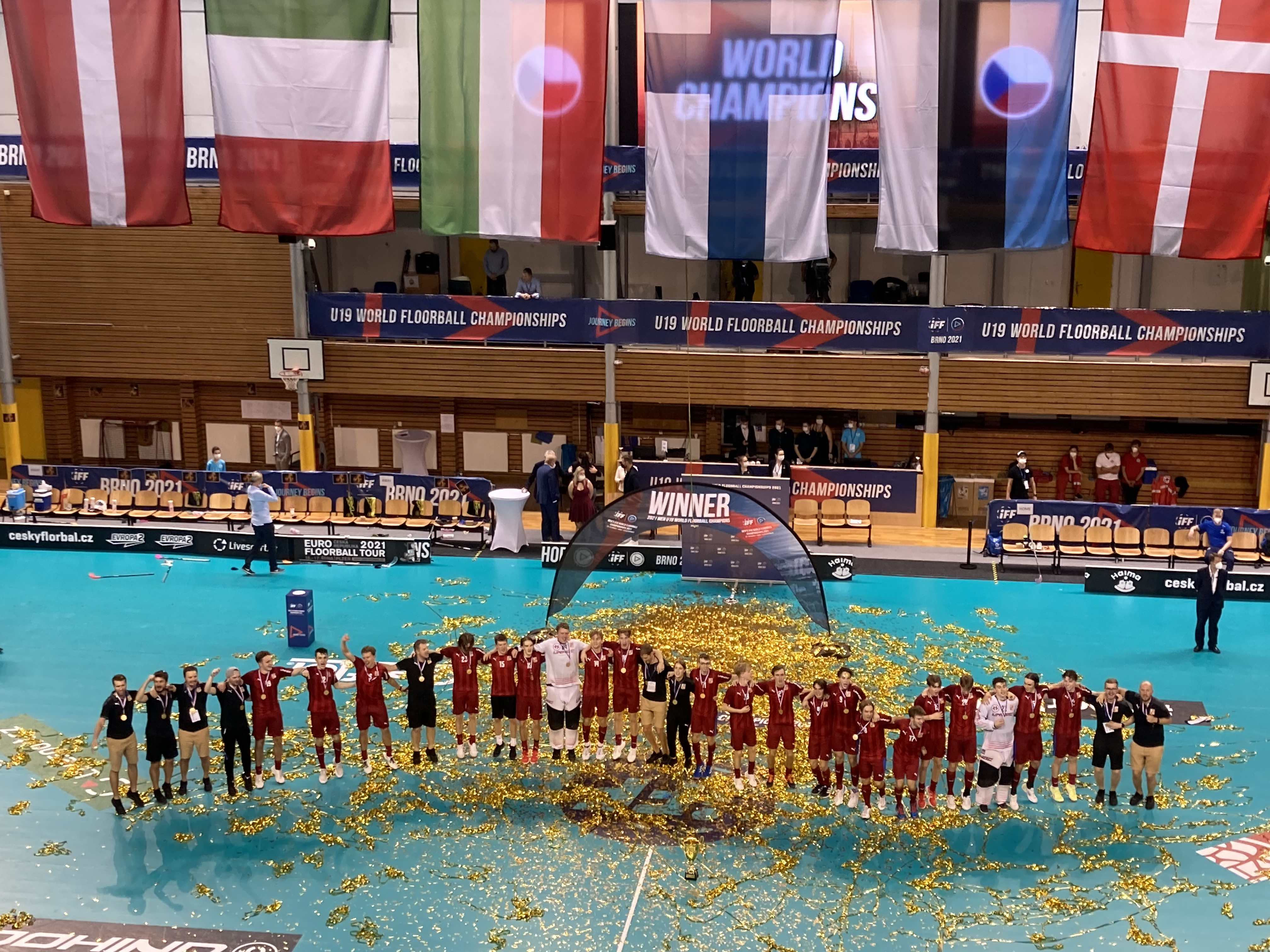
Český juniorský tým slaví vítězství na Mistrovství světa 2021

Na posledním mužském turnaji v roce 2025 zvítězilo popáté Finsko po porážce Česka. Na ženském turnaji v roce 2024 vyhrálo po osmé Švédsko. Češky skončily třetí. Další turnaj juniorek se bude konat v roce 2026 v Itálii.

## Hrací systém
Turnaje se účastní 16 týmů. Nejlépe umístěných devět týmů z předchozího mistrovství se kvalifikuje automaticky. Ostatní přihlášené reprezentace se utkají o zbývajících sedm míst v regionálních kvalifikacích (většinou jedna nebo více evropských, a po jedné americké a asijsko-oceánské), které se konají zhruba osm měsíců před vlastním mistrovstvím.
Postupující týmy jsou rozlosovány do čtyř skupin A–D po čtyřech týmech. Do skupin A a B se losuje mezi nejlépe umístěnými týmy z předchozího mistrovství, do skupin C a D mezi ostatními. V rámci skupiny hrají týmy každý s každým. První dva týmy ze skupin A a B postupují do semifinále playoff. Poražené týmy ze semifinále hrají dále o třetí místo. Třetí týmy ze skupin A a B hrají o páté místo. Čtvrté týmy hrají proti prvním týmům skupin C a D o to, které týmy budou hrát o sedmé a které o deváté místo a o umístění v elitních skupinách na dalším mistrovství. Zbývající týmy skupin C a D hrají další zápasy o umístění. Celý turnaj trvá šest dní, během kterých týmy odehrají tři zápasy ve skupině a po té jeden až dva zápasy o umístění.

## Historie hracího systému
Do Mistrovství mužů do 19 let 2019 byly týmy rozděleny do divizí po osmi týmech. V Divizi B hrály týmy o postup do Divize A. Tým který skončil jako poslední v Divizi A sestoupil do Divize B. První Divize B mužů se hrála na Mistrovství světa 2003 a první Divize B žen se hrála na Mistrovství světa 2006.
Do roku 2007 se turnaj konal na přelomu října a listopadu. Kvůli změně termínu konání mistrovství dospělých na prosinec se od turnaje v roce 2008 koná juniorské mistrovství v květnu. V roce 2025 bylo rozhodnuto o další změně termínu pořádání mistrovství od roku 2027 na únor a prohození roků konání mužského a ženského turnaje.

## Muži U19
|     | Rok  | Hostitel  | Zlato   | Stříbro   | Bronz     |
| --- | ---- | --------- | ------- | --------- | --------- |
| 1.  | 2001 | Německo   | Švédsko | Švýcarsko | Finsko    |
| 2.  | 2003 | Česko     | Finsko  | Švédsko   | Česko     |
| 3.  | 2005 | Lotyšsko  | Švédsko | Finsko    | Švýcarsko |
| 4.  | 2007 | Švýcarsko | Švédsko | Česko     | Finsko    |
| 5.  | 2009 | Finsko    | Švédsko | Finsko    | Švýcarsko |
| 6.  | 2011 | Německo   | Finsko  | Švédsko   | Švýcarsko |
| 7.  | 2013 | Německo   | Švédsko | Švýcarsko | Finsko    |
| 8.  | 2015 | Švédsko   | Finsko  | Švýcarsko | Česko     |
| 9.  | 2017 | Švédsko   | Finsko  | Švédsko   | Česko     |
| 10. | 2019 | Kanada    | Česko   | Švédsko   | Finsko    |
| 11. | 2021 | Česko     | Česko   | Finsko    | Švédsko   |
| 12. | 2023 | Dánsko    | Švédsko | Švýcarsko | Finsko    |
| 13. | 2025 | Švýcarsko | Finsko  | Česko     | Švýcarsko |

### Medailové pořadí
| Poř. | Země      | Zlatá medaile | Stříbrná medaile | Bronzová medaile |
| ---- | --------- | ------------- | ---------------- | ---------------- |
| 1.   | Švédsko   | 6             | 4                | 1                |
| 2.   | Finsko    | 5             | 3                | 5                |
| 3.   | Česko     | 2             | 2                | 3                |
| 4.   | Švýcarsko | 0             | 4                | 4                |

### Účast jednotlivých zemí
| Země        | 2001 | 2003 | 2005 | 2007 | 2009 | 2011 | 2013 | 2015 | 2017 | 2019 | 2021 | 2023 | 2025 |
| ----------- | ---- | ---- | ---- | ---- | ---- | ---- | ---- | ---- | ---- | ---- | ---- | ---- | ---- |
| Švédsko     | 1    | 2    | 1    | 1    | 1    | 2    | 1    | 4    | 2    | 2    | 3    | 1    | 4    |
| Finsko      | 3    | 1    | 2    | 3    | 2    | 1    | 3    | 1    | 1    | 3    | 2    | 3    | 1    |
| Česko       | 5    | 3    | 5    | 2    | 4    | 4    | 4    | 3    | 3    | 1    | 1    | 4    | 2    |
| Švýcarsko   | 2    | 4    | 3    | 4    | 3    | 3    | 2    | 2    | 4    | 4    | 4    | 2    | 3    |
| Lotyšsko    | 4    | 6    | 4    | 5    | 5    | 5    | 6    | 7    | 5    | 5    | 5    | 5    | 6    |
| Slovensko   |      | 13   | 10   | 7    | 7    | 6    | 7    | 5    | 7    | 6    | 7    | 6    | 5    |
| Norsko      | 7    | 5    | 6    | 6    | 6    | 7    | 5    | 8    | 9    | 8    |      | 7    | 7    |
| Dánsko      | 8    | 7    | 8    | 9    | 8    | 9    | 8    | 9    | 6    | 7    | 9    | 8    | 8    |
| Polsko      | 9    | 9    | 7    | 8    | 10   | 11   | 9    | 6    | 8    | 12   | 8    | 10   |      |
| Rusko       | 6    | 8    | 9    |      | 13   | 14   |      |      |      | 11   |      |      |      |
| Německo     | 11   | 10   | 13   | 10   | 11   | 12   | 10   | 10   | 11   | 9    | 6    | 9    | 9    |
| Estonsko    | 10   | 11   | 11   | 11   | 9    | 8    | 11   | 12   | 10   |      | 10   | 13   | 15   |
| Slovinsko   |      |      |      |      |      |      | 15   |      |      | 10   | 11   | 11   | 12   |
| Maďarsko    | 12   | 14   | 14   |      | 12   | 10   | 12   | 11   | 13   |      | 14   |      |      |
| Austrálie   |      |      |      |      |      | 16   | 16   | 14   | 12   |      |      | 14   | 10   |
| Nizozemsko  |      | 12   | 16   | 14   |      |      |      |      |      |      |      |      | 11   |
| Rakousko    |      |      |      | 12   | 14   |      |      |      |      |      | 12   | 12   |      |
| Singapur    |      |      | 12   |      |      |      |      |      |      |      |      | 15   | 14   |
| Kanada      |      |      |      |      | 15   | 13   | 13   | 13   | 14   | 13   |      |      | 16   |
| Španělsko   |      |      |      | 13   |      | 15   |      |      |      |      |      |      | 13   |
| Belgie      |      |      |      |      |      |      |      |      |      |      | 13   |      |      |
| Japonsko    |      | 15   | 15   | 16   | 16   |      | 14   | 16   | 16   | 15   |      |      |      |
| USA         |      |      |      |      |      |      |      | 15   | 15   | 14   |      | 16   |      |
| Itálie      |      |      |      | 15   |      |      |      |      |      |      | 15   |      |      |
| Nový Zéland |      |      |      |      |      |      |      |      |      | 16   |      |      |      |
| Gruzie      |      | 16   |      |      |      |      |      |      |      |      |      |      |      |

## Ženy U19
|     | Rok  | Hostitel  | Zlato     | Stříbro   | Bronz     |
| --- | ---- | --------- | --------- | --------- | --------- |
| 1.  | 2004 | Finsko    | Švédsko   | Finsko    | Švýcarsko |
| 2.  | 2006 | Německo   | Švédsko   | Finsko    | Švýcarsko |
| 3.  | 2008 | Polsko    | Švýcarsko | Švédsko   | Finsko    |
| 4.  | 2010 | Česko     | Švédsko   | Finsko    | Česko     |
| 5.  | 2012 | Slovensko | Finsko    | Švýcarsko | Švédsko   |
| 6.  | 2014 | Polsko    | Švédsko   | Finsko    | Česko     |
| 7.  | 2016 | Kanada    | Švédsko   | Finsko    | Švýcarsko |
| 8.  | 2018 | Švýcarsko | Švédsko   | Finsko    | Česko     |
| 9.  | 2020 | Švédsko   | Finsko    | Švédsko   | Česko     |
| 10. | 2022 | Polsko    | Švédsko   | Česko     | Finsko    |
| 11. | 2024 | Finsko    | Švédsko   | Finsko    | Česko     |
| 12. | 2026 | Itálie    | –         | –         | –         |

### Medailové pořadí
| Poř. | Země      | Zlatá medaile | Stříbrná medaile | Bronzová medaile |
| ---- | --------- | ------------- | ---------------- | ---------------- |
| 1.   | Švédsko   | 8             | 2                | 1                |
| 2.   | Finsko    | 2             | 7                | 2                |
| 3.   | Švýcarsko | 1             | 1                | 3                |
| 4.   | Česko     | 0             | 1                | 5                |

### Účast jednotlivých zemí
| Země        | 2004 | 2006 | 2008 | 2010 | 2012 | 2014 | 2016 | 2018 | 2020 | 2022 | 2024 |
| ----------- | ---- | ---- | ---- | ---- | ---- | ---- | ---- | ---- | ---- | ---- | ---- |
| Švédsko     | 1    | 1    | 2    | 1    | 3    | 1    | 1    | 1    | 2    | 1    | 1    |
| Finsko      | 2    | 2    | 3    | 2    | 1    | 2    | 2    | 2    | 1    | 3    | 2    |
| Švýcarsko   | 3    | 3    | 1    | 4    | 2    | 4    | 3    | 5    | 4    | 4    | 4    |
| Česko       | 5    | 4    | 5    | 3    | 4    | 3    | 4    | 3    | 3    | 2    | 3    |
| Polsko      |      | 5    | 4    | 7    | 5    | 6    | 6    | 4    | 6    | 6    | 6    |
| Lotyšsko    | 4    | 7    | 7    | 8    | 10   | 7    | 8    | 9    | 5    | 8    | 9    |
| Slovensko   |      | 10   | 9    | 5    | 6    | 5    | 7    | 8    | 7    | 5    | 5    |
| Norsko      | 6    | 6    | 6    | 6    | 8    | 9    | 5    | 6    |      | 7    | 8    |
| Německo     | 7    | 8    | 8    | 11   | 11   | 11   | 9    | 7    | 8    | 9    | 10   |
| Maďarsko    | 8    | 11   |      | 9    | 7    | 8    | 11   | 11   |      | 10   | 14   |
| Rusko       |      | 9    | 10   | 10   |      |      |      | 10   | 9    |      |      |
| Dánsko      |      |      |      |      | 9    |      |      |      |      | 11   | 7    |
| Kanada      |      |      |      |      | 12   | 10   | 10   | 13   |      | 16   | 16   |
| Gruzie      |      |      | 11   |      |      |      |      |      |      |      |      |
| Rakousko    |      |      |      | 12   | 13   | 12   | 15   | 12   |      | 14   |      |
| Nový Zéland |      |      |      |      |      |      |      | 15   |      | 12   | 13   |
| USA         |      |      |      |      |      |      | 12   | 16   |      |      |      |
| Thajsko     |      |      |      |      |      |      | 13   |      |      |      |      |
| Ukrajina    |      |      |      |      |      | 13   |      |      |      |      |      |
| Austrálie   |      |      |      |      |      |      |      | 14   |      | 15   | 15   |
| Japonsko    |      |      |      |      |      |      | 14   |      |      |      |      |
| Itálie      |      |      |      |      |      |      |      |      |      | 13   | 12   |
| Singapur    |      |      |      |      |      |      |      |      |      |      | 11   |

## Galerie

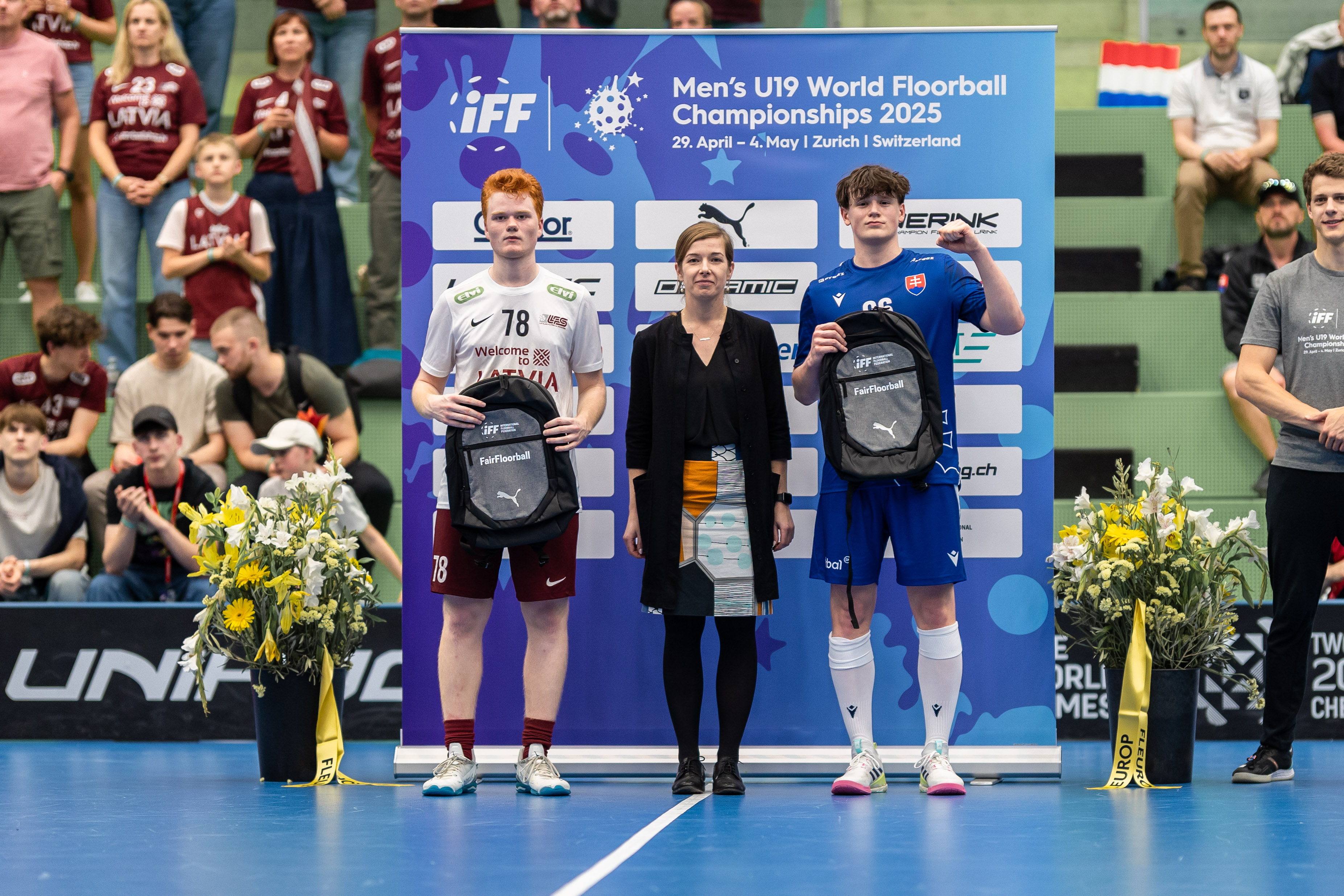
Vyhlašování hráčů utkání o páté místo Slovensko–Lotyšsko na Mistrovství světa 2025
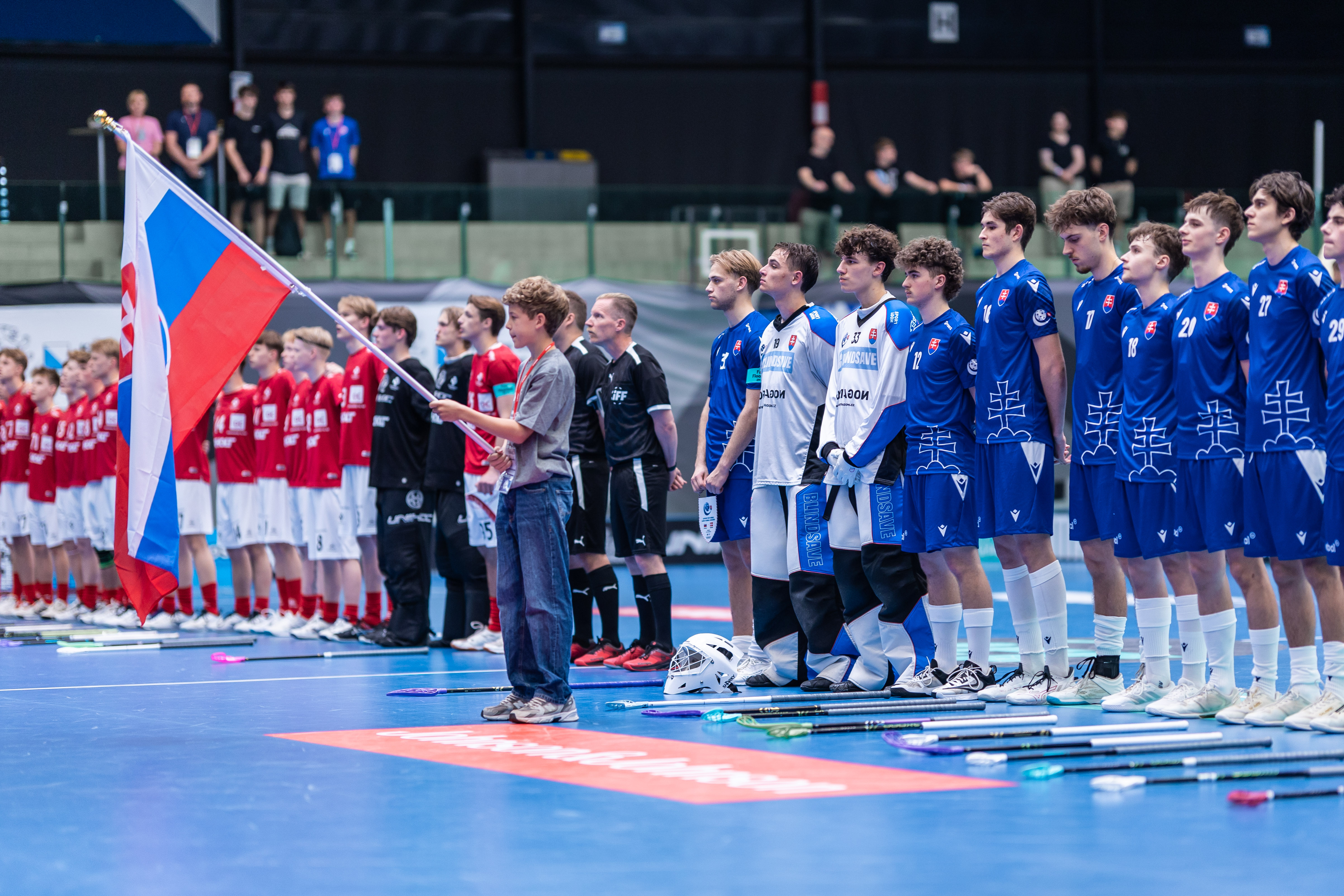
Nástup týmů před zápasem Slovensko–Dánsko na Mistrovství světa 2025
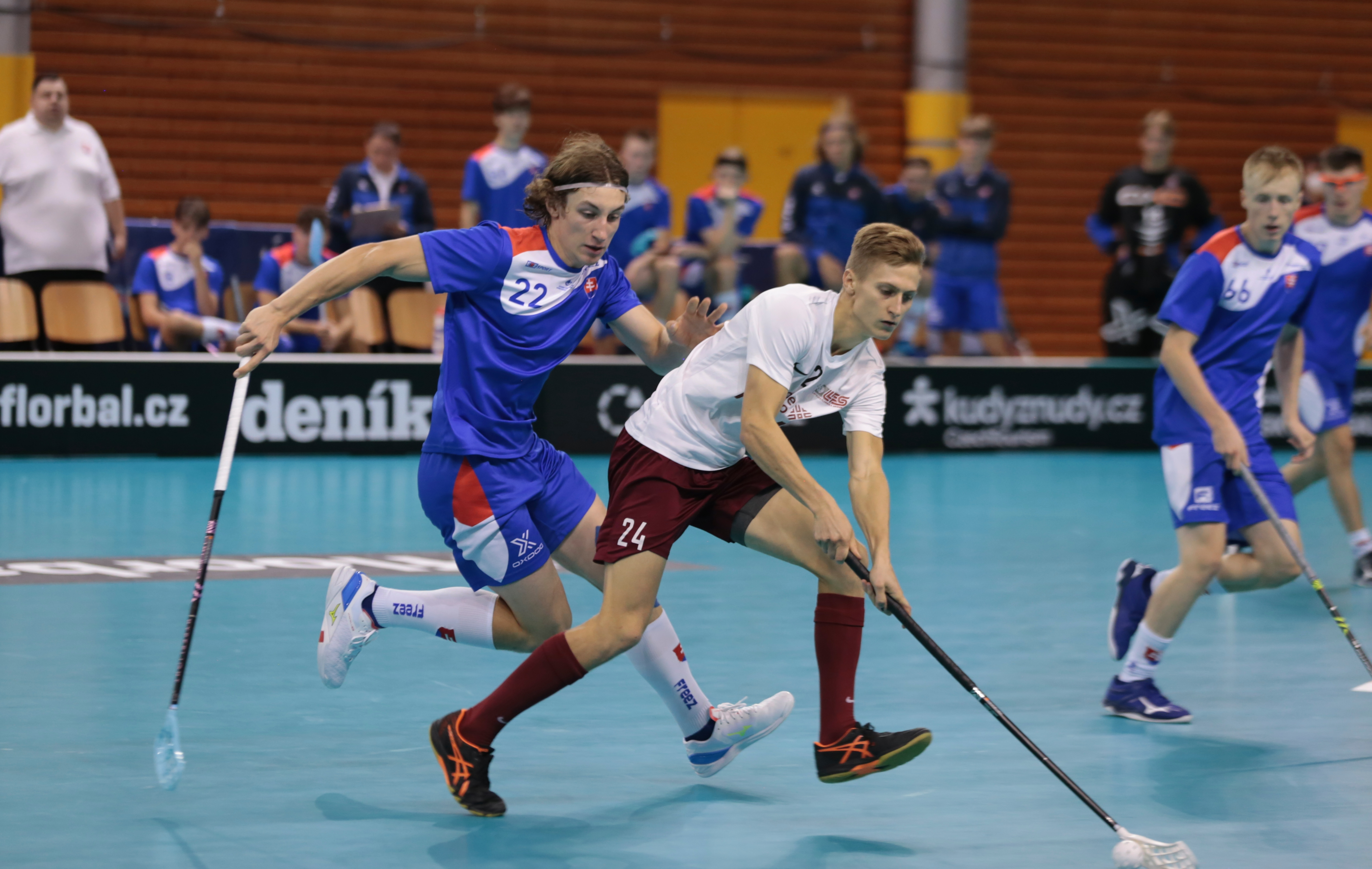
Zápas Slovensko–Lotyšsko na Mistrovství světa 2021
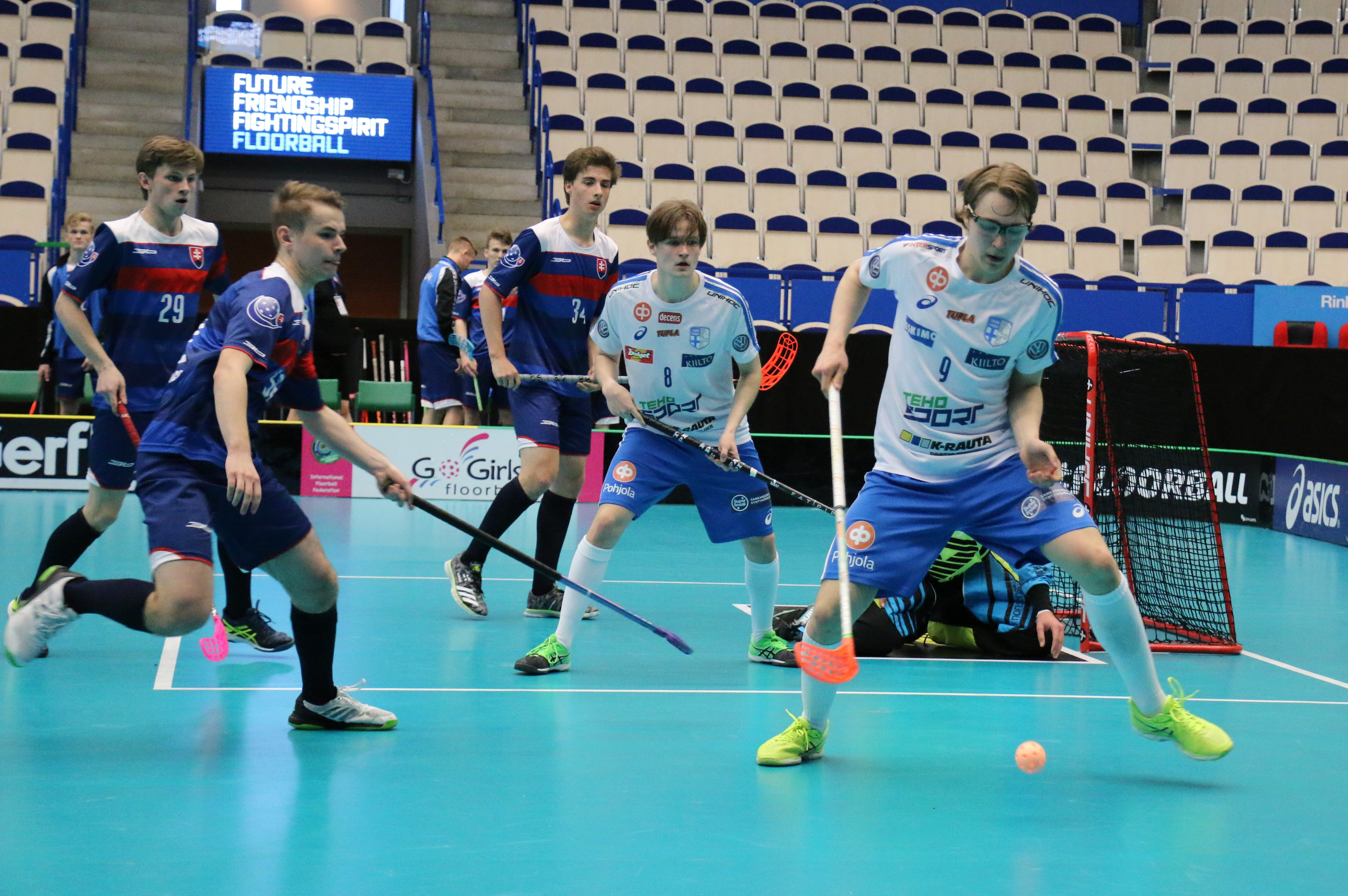
Zápas Finsko–Slovensko na Mistrovství světa 2017
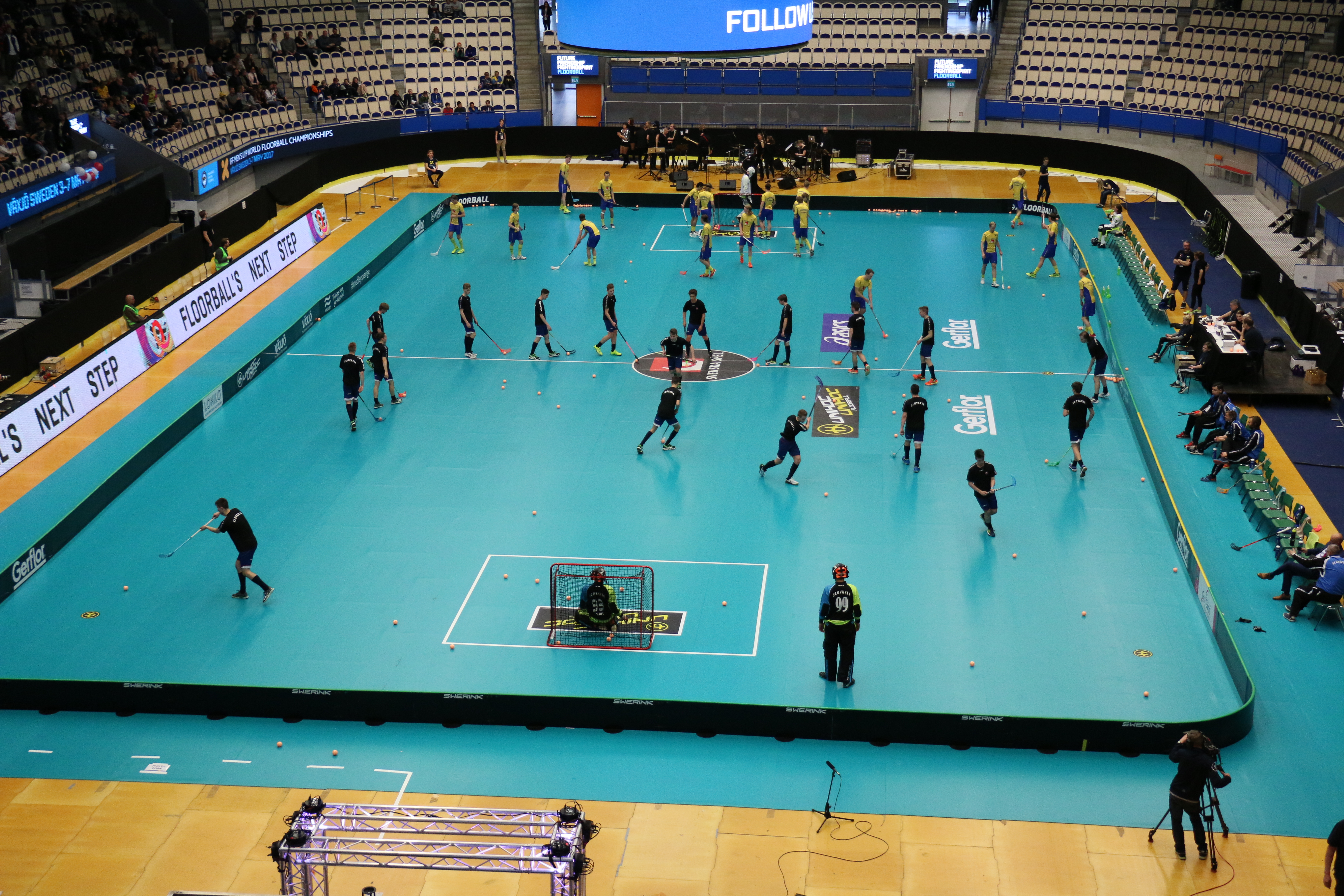
Zápas Slovensko–Švédsko na Mistrovství světa 2017
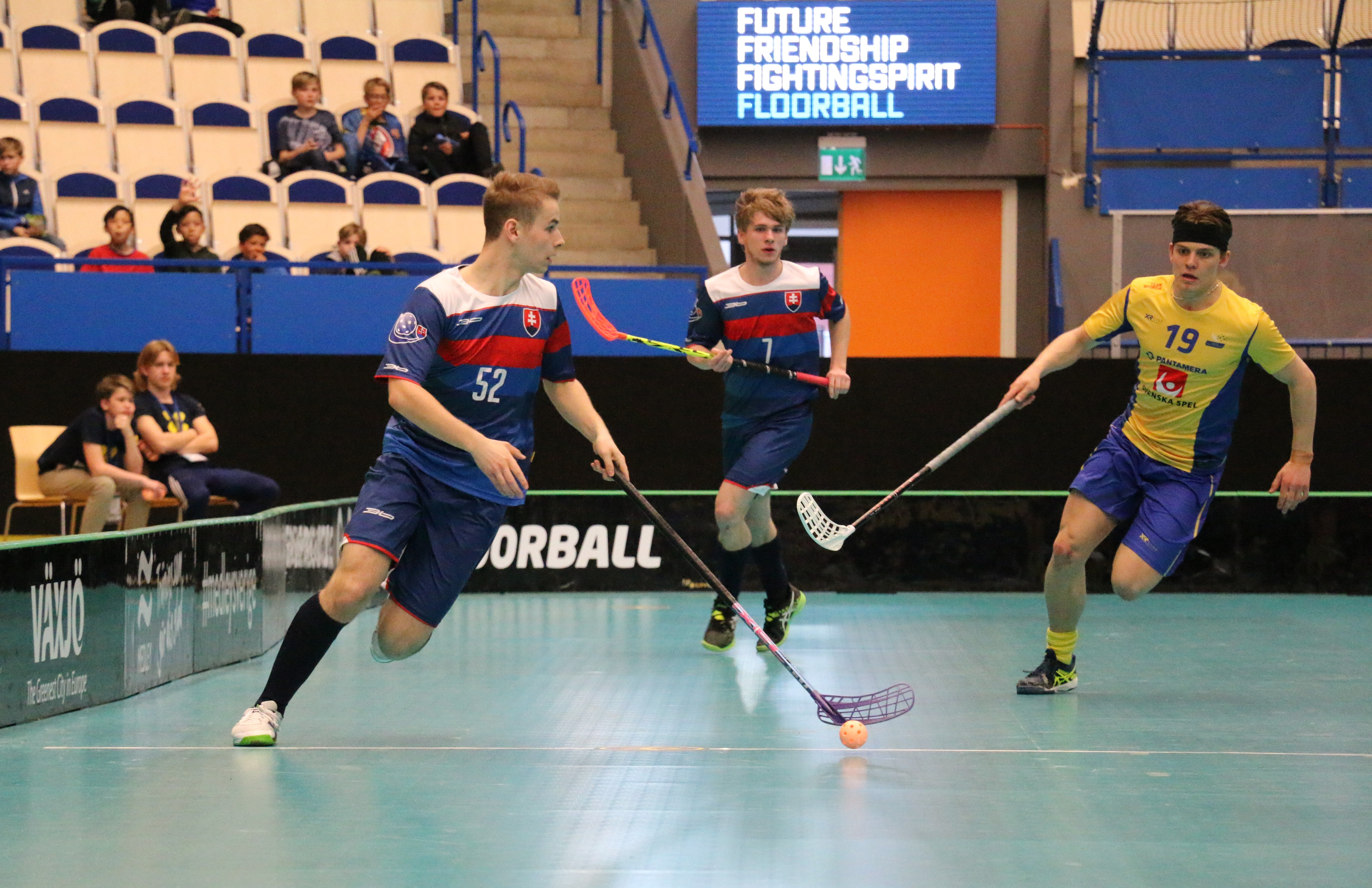
Zápas Slovensko–Švédsko na Mistrovství světa 2017